# Mary Whittemore
Mary Emerson Whittemore (verheiratete Mary E. Schlemm; * 15. August 1913 in Boston; † unbekannt) war eine US-amerikanische Badmintonspielerin. 

## Karriere
Die mit links spielende Mary Whittemore unterlag bei den US-Meisterschaften 1938 noch der Titelverteidigerin Bertha Barkhuff mit 11:7, 6:11 und 4:11. Ein Jahr später gewann sie das Finale bei den Meisterschaften. 1940 war sie bei den nationalen Titelkämpfen aufgrund einer Verletzung nicht am Start. Im Januar 1942 heiratete sie Len Schlemm, der ebenfalls im Badminton äußerst erfolgreich war. Schon kurz nach dem Zweiten Weltkrieg und dem zwischenzeitlichen Umzug von Boston nach Montreal ließ sie sich jedoch von ihm wieder scheiden.

## Sportliche Erfolge
| Saison | Veranstaltung             | Disziplin   | Platz | Name               |
| ------ | ------------------------- | ----------- | ----- | ------------------ |
| 1936   | New England Championships | Dameneinzel | 2     | Mary E. Whittemore |
| 1938   | US-Meisterschaft          | Dameneinzel | 2     | Mary E. Whittemore |
| 1939   | US-Meisterschaft          | Dameneinzel | 1     | Mary E. Whittemore |